# Matelea friesii
Matelea friesii là một loài thực vật có hoa trong họ La bố ma. Loài này được (Malme) Goyder mô tả khoa học đầu tiên năm 2006.